# Glutarsäure
Glutarsäure ist eine wasserlösliche gesättigte Dicarbonsäure. Die Salze und Ester der Glutarsäure heißen Glutarate.

## Vorkommen und Synthese
Glutarsäure ist z. B. im Saft unreifer Zuckerrüben anzutreffen. Die Synthese kann zum Beispiel durch Hydrolyse von Glutaronitril erfolgen; technisch oxidiert man Cyclopentanon mit Salpetersäure und Vanadium(V)-oxid.

## Eigenschaften
Glutarsäure ist ein brennbarer, lichtempfindlicher, farbloser und fast geruchloser Feststoff, welcher leicht löslich in Wasser ist. Seine wässrige Lösung reagiert sauer.

## Verwendung
Glutarsäure kann zur Herstellung von 1,5-Pentandiol durch Hydrierung verwendet werden.

## Sicherheitshinweise
Glutarsäure wirkt akut reizend auf Augen und Atemwege.